# Stazione di Civitella Roveto
Stazione di Civitella Roveto vasútállomás Olaszországban, Civitella Roveto településen.

## Vasútvonalak
Az állomást az alábbi vasútvonalak érintik:
- Avezzano–Roccasecca-vasútvonal

## Kapcsolódó állomások
A vasútállomáshoz az alábbi állomások vannak a legközelebb:
- Stazione di Canistro
- Stazione di Civita d'Antino-Morino